# ماینلیر کلاس کامیشما
ماینلیر کلاس کامیشما (به انگلیسی: Kamishima-class minelayer) یک کلاس از کشتی است که طول آن ۷۴٫۵۰ متر (۲۴۴ فوت ۵ اینچ) می‌باشد.